# José Manuel Taure
José Manuel Taure, španski rokometaš, * 14. april 1949.
Leta 1972 je na poletnih olimpijskih igrah v Münchnu v sestavi španske rokometne reprezentance osvojil 15. mesto.